# Jungfernbach und Brandteich bei Calden
Jungfernbach und Brandteich bei Calden ist der Name eines Naturschutzgebietes in der Kleinstadt Grebenstein und der Gemeinde Calden im Landkreis Kassel in Hessen.

## Allgemeines
Das Naturschutzgebiet mit der Gebietsnummer 1633015 ist 34,34 Hektar groß. Das Gebiet steht seit dem 24. Dezember 1985 unter Naturschutz. Im Geltungsbereich der Naturschutzverordnung ersetzte es die zuvor durch eine Verordnung aus dem Jahr 1938 geschützten Landschaftsbestandteile und Landschaftsteile.

## Beschreibung
Das aus drei Teilflächen bestehende Naturschutzgebiet liegt nordwestlich von Kassel. Es umfasst einen Abschnitt der Talaue des Jungfernbachs sowie den Brandteich jeweils mit angrenzenden Flächen. Das Naturschutzgebiet ist größtenteils bewaldet. Der Jungfernbach ist als naturnaher Bachlauf ausgebildet.
Die Teilfläche am Jungfernbach wird durch die Bundesstraße 7 gequert, die die Fläche in zwei Teile trennt. Nach Norden grenzt die Teilfläche am Jungfernbach an landwirtschaftliche Nutzflächen und im Westen an den Park des Schlosses Wilhelmsthal. Ansonsten ist sie von Wäldern umgeben. Die Teilfläche am Brandteich grenzt im Südwesten an eine Landesstraße und im Westen an die Parkanlage des Schlosses Wilhelmsthal. Ansonsten ist auch diese Teilfläche von Wäldern umgeben.